# Nina Trofimowa (kolarka)
Nina Pietrowna Trofimowa  (ros. Нина Петровна Трофимова, ur. w 1944 we wsi Pieczurino) – radziecka kolarka szosowa i torowa, brązowa medalistka mistrzostw świata.

## Kariera
Największy sukces w karierze Nina Trofimowa osiągnęła w 1969 roku, kiedy zdobyła brązowy medal w wyścigu ze startu wspólnego podczas szosowych mistrzostw świata w Brnie. W zawodach tych wyprzedziły ją jedynie Amerykanka Audrey McElmury oraz Brytyjka Bernadette Swinnerton. Wielokrotnie zdobywała mistrzostwo ZSRR w kolarstwie szosowym, a w 1973 roku zwyciężyła także na torze, w indywidualnym wyścigu na dochodzenie. Nigdy nie wzięła udziału w igrzyskach olimpijskich.